# Phytosauria
Phytosauria - família Phytosauridae ou Parasuchidae - foram um grupo de grandes arcossauros predadores semi-aquáticos que floresceram durante o  período Triássico. Esses arcossauros eram pesadamente blindados e tinham uma semelhança notável com os crocodilos modernos em tamanho, aparência e estilo de vida, um exemplo de convergência ou evolução paralela. O nome Phytossauro (réptil de plantas) é enganador, já que as suas maxilas e mordidas mostram claramente que os phytossauros eram predadores.
Os Phytossauros foram de fato primos dos crocodilos.  Tanto phytossauros como proto-crocodilos compartilham um antepassado em comum entre o primeiro Crurotarsi. Mas os crocodilos parecidos com os atuais apareceram no período Jurássico, muitos milhões de anos depois dos phytossauros se serem extinto no fim do Triássico.
Esses animais tiveram uma larga distribuição mundial, são recuperados fósseis na Europa, América do Norte, na Índia, em Marrocos, na Tailândia, e em Madagascar.  Foram encontrados dentes e um pedaço de mandíbula de um Phytossauro indefinido na Formação Caturrita no Brasil. Fósseis atribuídos a phytossauros foram encontrados em rochas jurássicas, possivelmente estende os limites temporais além do Triássico.

## Descrição

### morfotipos

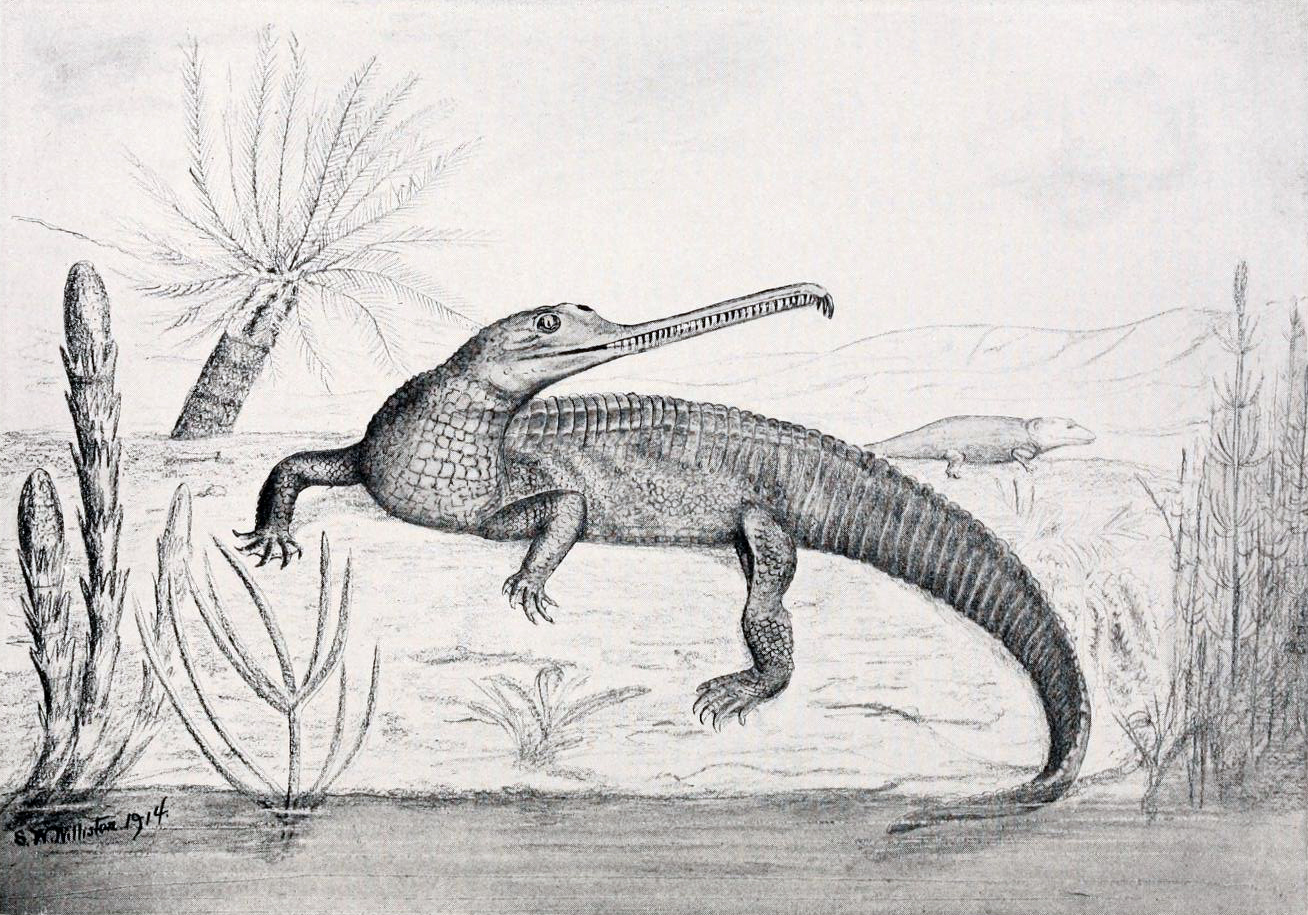
Ilustração de um phytossauro, 1914.

O crânio phytossauro foi caracterizado por três morfotipos distintos, que se relacionam com a alimentação e hábitos e não (como se pensava) relacionados a evolução. Estes padrões do crânio estão ligados a características da dentição, especificamente a diferenciação ou semelhança dos dentes ao longo da mandíbula.
- Dolichorostral ("focinho longo") este tipo têm um focinho longo e fino e um grande número de dentes cónicos que são os mesmos por toda parte. Estes eram mais provávemente piscívoros, capaz de capturar presas escorregadias e rápidas, mas não eram bons como animais terrestres. Alguns exemplos são Paleorhinus, Rutiodon carolinensis e Mystriosuchus. Ao mesmo tempo acreditou-se que o Paleorhinus e o Mystriosuchus pertencia a um grupo distinto de phytossauros (subfamília da família Mystriosuchinae / Mystriosuchidae Huene, 1915) caracterizada por esta adaptação, mas é agora sabido que o Mystriosuchus é esta mais relacionado com Pseudopalatus, um forma altirostral (Hungerbühler, 2002).

- Brachyrostral ("focinho curto")  eles têm um focinho enorme e largo. Um crânio muito forte e mandíbulas grandes, com os dentes da frente como presas para a caçar, os dentes traseiros como lâminas para cortar a carne em pedaços que podem ser facilmente engolidos (animais com diferentes tipos de dentes são chamados heterodontes). Estes eram poderosos animais especializados para se alimentar lutando com a presa. Eram animais terrestres que vêm à água para beber. Exemplos deste tipo são Nicrosaurus e Smilosuchus.

- Altirostral ("focinho alto") os animais são intermediários entre os dois anteriores. Eles tinham dentição heterodontes mas não extremamente desenvolvidos como o do tipo brachyrostral. Angistorhinus e Pseudopalatus são exemplos deste típo. Estes foram prováveis alimentadores generalistas.

Crocodilianos modernos exibem uma diversidade morfológica semelhante, por exemplo o jacaré tem focinho alto como o altirostral e o gavial tem focinho longo como dolichorostral.
Phytossauros foram melhor blindados do que os crocodilos, protegidos por pesadas placas ósseas (freqüentemente encontrados como fósseis), e reforço na barriga com um arranjo denso de gastrália (costelas abdominal).

### Diferenças dos crocodilos
Apesar de suas grandes semelhanças na aparência e estilo de vida, ainda há uma série de pequenas diferenças que distinguem phytossauros dos crocodilos verdadeiros. A estrutura do tornozelo do phytossauro é muito mais primitivo do que qualquer crocodilo. Falta ao phytossauro o palato ósseo secundário que os crocodilos têm e que lhes permite respirar, mesmo quando a boca está cheia de água. É possível, que os phytossauros tivessem um palato carnudo, como se presume que muitos crocodilos do Mesozóico tivessem. Finalmente e mais notavelmente, o phytossauro tinha narinas colocadas perto ou acima do nível dos olhos, em contraste com crocodilos onde as narinas estão perto do final do focinho. Esta adaptação pode ter se desenvolvido, para permitir respirar enquanto o resto do corpo estava submerso.

### Dentes
Em um estudo de 2001 da biomecânica dos dentes do dinossauro Albertosaurus, William L. Abler também examinou os dentes de um phytossauro, encontrando serrilhas tão fina que se assemelhavam a rachaduras no dente. Albertosaurus tinha igualmente fendas como serrilhas. Na base de cada serrilhado Abler descobriu um vazio em torno  que funcionava para distribuir a força sobre uma área de superfície maior. Este vazio, denominado ampola, iria dificultar a capacidade de rachar, formado pelos serrilhado que se propaga no dente. No phytossauro há falta de adaptações para evitar a suas rachaduras dentais de propagação. Abler examinou outro tipo de predador pré-histórico o Dimetrodon, e descobriu que ele não tinha adaptações para proteção contra a propagação de fissuras também.

## História

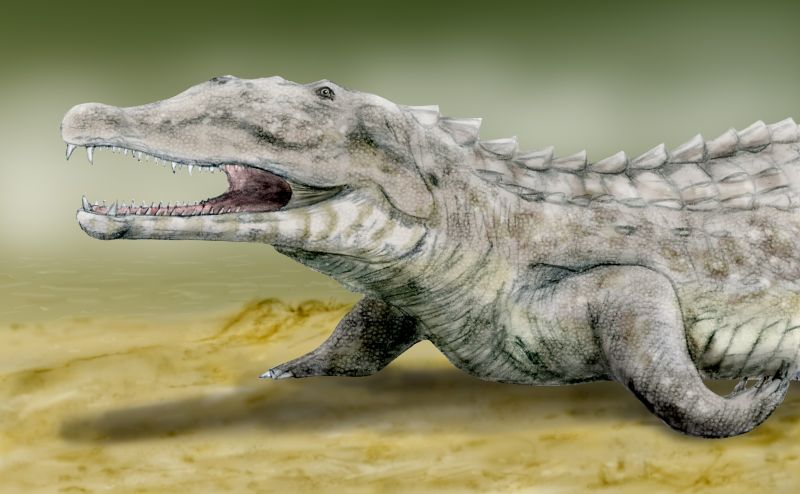
Smilosuchus gregorii

Quando os fósseis dos primeiros phytossauros foram encontrados, não foi imediatamente reconhecido que espécie de animal era. As primeiras espécies de phytossauro foram nomeadas pela ciência como Phytosaurus cylindricodon - "lagartos das plantas com dentes cilíndricos" - por G. Jaeger em 1828, porque ele acreditou equivocadamente que as obturações de lama petrificada na mandíbula fossem dentes de herbívoros. A amostra é demasiadamente pobre para ser diagnosticada e este nome da espécie não é mais válido. O nome do grupo Phytosauria, foi cunhado em 1861 pelo paleontólogo alemão Hermann von Meyer, com base nesta primeira espécie encontrada.
A próxima espécie a ser descrita foi o Belodon plieningeri por von Meyer em von Meyer e Plieninger, 1844. O nome Parasuchia que é bem mais adequado ("ao lado dos crocodilos", pois eles se pareciam com crocodilos em grande parte) foi cunhado por Thomas Huxley em 1875, juntamente com sua descoberta e nomeação da espécie Indiana Parasuchus hislopi (Chatterjee, 1978), com base em um focinho parcial. A amostra também é geralmente considerada sem diagnóstico, bem como o nome Parasuchus substituído por Paleorhinus. Embora os nomes Parasuchidae e Phytosauridae sejam ainda utilizada por diferentes especialistas, phytossauro é o nome genérico padrão para estes animais, apesar do fato destes animais serem claramente carnívoros.

## História evolutiva

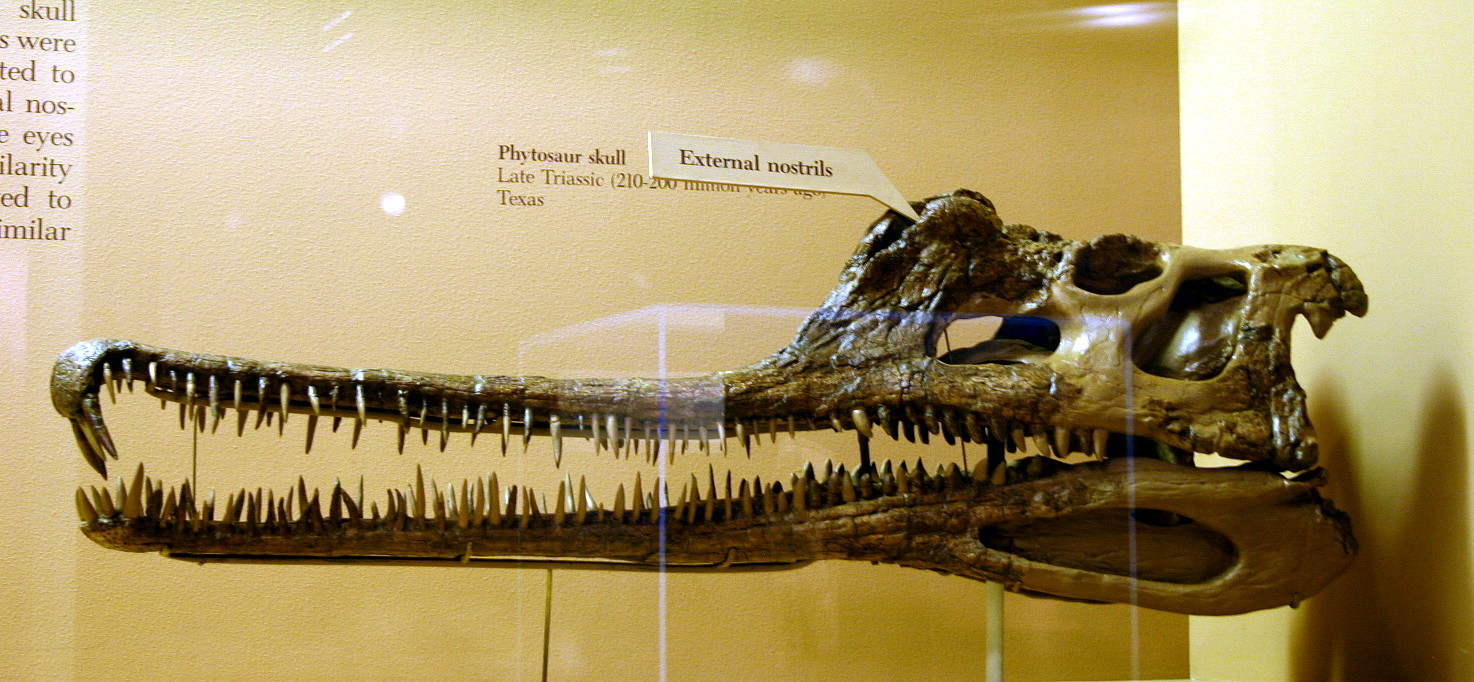
Crânio de Phytossauro

Phytossauros aparecem pela primeira vez durante o Carniano, evoluindo de um ancestral crurotarsi não conhecido. Não existem formas intermediárias claras, pois os primeiros phytossauros encontrados já estavam totalmente formados e altamente especializados.
Os primeiros phytossauros pertencem ao primitivo, não especializado e amplamente distribuído género Paleorhinus. Uma forma um pouco mais avançada e maior o Angistorhinus aparece pouco tempo depois. Mais tarde no Carniano, muitos destes animais foram substituídos por formas mais especializadas, como Rutiodon, Leptosuchus e o enorme Smilosuchus (Lucas, 1998). Na extinção que ocorreu entre Carniano e o Noriano estes animais morreram e o Noriano vê novos géneros  como Nicrosaurus e Pseudopalatus, sendo que ambos pertencem ao clado mais derivado dos phytossauros, o Pseudopalatinae. Mais tarde, no meio do Noriano aparecem os avançados e especializados comedores de peixes os Mystriosuchus. Restos fósseis destes animais generalmente são conhecido na Alemanha,  norte da Itália e Tailândia. Finalmente os grandes Redondasaurus na América do Norte ao sudeste. O longo focinho (altirostral) Angistorhinopsis ruetimeyeri na Europa continuou o grupo no período Rhaetiano. Pegadas de Phytossauro (o Apatopus ichnotaxon) também são conhecidos no período Rhaetiano da Costa Leste dos Estados Unidos (do Supergrupo Newark) (Olsen, 2002). Isso indica que os phytossauros continuaram como animais de sucesso até o final do Triássico, quando juntamente com muitos outros grandes répteis crurotarsis, foram mortos pelo evento de extinção do final do Triássico.
Há relatos de ínfimos restos de phytossauros encontrados em rochas jurássicas. Um fragmento de uma mandíbula de um arcossauro longirostrine tem sido descrito nos estratos do período Hettangiano na cidade de Watchet, em Somerset, Inglaterra. Enquanto o Teleosauridae thalattosuchia tinha mandíbulas semelhantes aos phytossauros e eram comuns no jurássico, eles não aparecem nas primeiras rochas jurássicas. A mandíbula é mais parecida com as de um phytossauro conhecido do que a de um thalattosuchia e provavelmente pertence a um phytossauro relacionado com o género Mystriosuchus. A presença de phytossauros nos princípio do Jurássico pode ter impedido o thalattosuchia  de ocupar nichos ecológicos similares até depois de seu desaparecimento.

## Classificação
| Género           | Status       | Idade                       | Local                                          | Unidade                                                                                                   | Notas                                                                                      | Imagens |
| ---------------- | ------------ | --------------------------- | ---------------------------------------------- | --- | ------------------------------------------------------------------------------------------ | ------- |
| Angistorhinopsis | Sinónimo     |                             |                                                | | Sinónimo do Nicrosaurus                                                                    |         |
| Angistorhinus    | Valid        | Carniano Superior           | Marrocos · Estados Unidos                      | Grupo Dockum Group Formação Popo Agie                                                                     |                                                                                            |         |
| Arribasuchus     | Sinónimo     |                             |                                                | | Sinónimo do Pseudopalatus                                                                  |         |
| Belodon          | Nomen dubium | Noriano Médio               | Alemanha · Estados Unidos                      | Stubensandstein Formação Chinle                                                                           | Muitos restos de fosseis já foram atribuídos a outros animais ou dado o seu próprio gênero |         |
| Brachysuchus     | Sinónimo     |                             |                                                | | Sinónimo do Angistorhinus                                                                  |         |
| Centemodon       | Nomen dubium | Noriano                     | Estados Unidos                                 | Formação Cumnock                                                                                          | Nomeado pelos vários dentes em 1856                                                        |         |
| Coburgosuchus    | Sinónimo     |                             |                                                | | Sinónimo do Nicrosaurus                                                                    |         |
| Ebrachosuchus    | Sinónimo     |                             |                                                | | Sinónimo do Paleorhinus                                                                    |         |
| Francosuchus     | Sinónimo     |                             |                                                | | Sinónimo do Paleorhinus                                                                    |         |
| Leptosuchus      | Valid        | Carniano                    | Estados Unidos                                 | Formação Chinle                                                                                           |                                                                                            |         |
| Mesorhinus       | Sinónimo     |                             |                                                | | Sinónimo do Paleorhinus                                                                    |         |
| Mesorhinosuchus  | Sinónimo     |                             |                                                | | Sinónimo do Paleorhinus                                                                    |         |
| Mystriosuchus    | Valid        | Noriano Médio               | Alemanha                                       | Stubensandstein                                                                                           |                                                                                            |         |
| Nicrosaurus      | Valid        | Noriano Superior- Rhaetiano | França · Alemanha                              | Formação Arnstadt Keuper Superior                                                                         |                                                                                            |         |
| Paleorhinus      | Valid        | Carniano Superior           | Alemanha · Polônia · Marrocos · Estados Unidos | Formação Blasensandstein Keuper Médio Formação Argana Formação Chinle Formação Popo Agie Formação Tecovas |                                                                                            |         |
| Parasuchus       | Sinónimo     |                             |                                                | | Sinónimo do Paleorhinus                                                                    |         |
| Pravusuchus      | Valid        | Noriano                     | Estados Unidos                                 | Formação Chinle                                                                                           |                                                                                            |         |
| Promystriosuchus | Sinónimo     |                             |                                                | | Sinónimo do Paleorhinus                                                                    |         |
| Pseudopalatus    | Valid        | Noriano                     | Estados Unidos                                 | Formação Chinle                                                                                           |                                                                                            |         |
| Redondasaurus    | Valid        | Noriano – Rhaetiano         | Estados Unidos                                 | Formação Redonda Formação Travesser                                                                       |                                                                                            |         |
| Rutiodon         | Valid        | Carniano                    | Estados Unidos                                 | Formação Cumnock Formação Chinle                                                                          |                                                                                            |         |
| Smilosuchus      | Valid        | Carniano                    | Estados Unidos                                 | Formação Chinle                                                                                           |                                                                                            |         |

### Filogenia
Phytossauros são geralmente considerados como o grupo mais basal dos Crurotarsi, um clado dos arcossauros que incluem crocodilos e seus parentes extintos. Phytossauros são muitas vezes excluídos do clado Suchia, que geralmente engloba todos os outros Crurotarsi, incluindo aetossauros, Rauisuchias e crocodilomorfos.  Alguns estudos descobriram politomias entre phytossauros e outros grupos como Ornithosuchidae e Suchia. Nestes casos não está claro se os phytossauros são os Crurotarsi mais basal. Em um dos primeiros estudos de filogenia dos Crurotarsis, Sereno e Arcucci (1990) deduziram que os Crurotarsi são um agrupamento monofilético composto por phytossauros, ornithosuchidaes e mais os suchias derivados, mas produziu uma tricotomia entre os três grupos, em sua árvore. Para resolver esta tricotomia, Parrish (1993) colocou os ornithosuchidaes, não phytossauros, como Crurotarsi mais basal. Mas, a maioria dos outros estudos, como Sereno (1991) e Benton  (2010) recolocam os phytossauros na posição entre os mais basais crurotarsi. Abaixo está um cladograma modificado de Benton (2010) mostrando as relações filogenéticas amplamente aceitas para os phytossauros:
|  | Aetosauria      |
|  |                 |
|  | Crocodylomorpha |
|  |                 |

|  | Ornithosuchidae |
|  |                 |
|  | Rauisuchia      |
|  |                 |

|  | Aetosauria      |
|  |                 |
|  | Crocodylomorpha |
|  |                 |

|  | Ornithosuchidae |
|  |                 |
|  | Rauisuchia      |
|  |                 |

|  | Aetosauria      |
|  |                 |
|  | Crocodylomorpha |
|  |                 |

|  | Ornithosuchidae |
|  |                 |
|  | Rauisuchia      |
|  |                 |

|  | Aetosauria      |
|  |                 |
|  | Crocodylomorpha |
|  |                 |

|  | Ornithosuchidae |
|  |                 |
|  | Rauisuchia      |
|  |                 |

|  | Aetosauria      |
|  |                 |
|  | Crocodylomorpha |
|  |                 |

|  | Ornithosuchidae |
|  |                 |
|  | Rauisuchia      |
|  |                 |

|  | Aetosauria      |
|  |                 |
|  | Crocodylomorpha |
|  |                 |

|  | Ornithosuchidae |
|  |                 |
|  | Rauisuchia      |
|  |                 |

|  | Aetosauria      |
|  |                 |
|  | Crocodylomorpha |
|  |                 |

|  | Ornithosuchidae |
|  |                 |
|  | Rauisuchia      |
|  |                 |

|  | Aetosauria      |
|  |                 |
|  | Crocodylomorpha |
|  |                 |

|  | Ornithosuchidae |
|  |                 |
|  | Rauisuchia      |
|  |                 |

A análise filogenética dos arcossauros primitivos de Nesbitt (2011) encontrou um forte apoio para a relação entre táxon irmão phytossauros e Archosauria. Se for verdadeiro, phytossauros seriam colocados fora da Pseudosuchia em uma posição mais basal entre os Archosauriformes. Phytossauros seriam considerados relacionados com os ancestrais de ambos os crocodilianos e dinossauros. Além disso, a definição do clado Crurotarsi mudaria, como frequentemente é definida pela inclusão dos phytossauros. Assim, Crurotarsi incluiria phytossauros e todos os arcossauros, incluindo dinossauros na presente filogenia Segue-se um cladograma mostrando a colocação dos phytossauros feita por Nesbitt (2011):.
|  | Tropidosuchus |
|  |               |
|  | Chanaresuchus |
|  |               |

|  | Paleorhinus                                                   |
|  |                                                               |
|  | \| \| Leptosuchus \| \| \| \| \| \| Pseudopalatus \| \| \| \| |
|  |                                                               |
|  | Leptosuchus                                                   |
|  |                                                               |
|  | Pseudopalatus                                                 |
|  |                                                               |

|  | Leptosuchus   |
|  |               |
|  | Pseudopalatus |
|  |               |

|  | Pseudosuchia    |
|  |                 |
|  | Avemetatarsalia |
|  |                 |

|  | Paleorhinus                                                   |
|  |                                                               |
|  | \| \| Leptosuchus \| \| \| \| \| \| Pseudopalatus \| \| \| \| |
|  |                                                               |
|  | Leptosuchus                                                   |
|  |                                                               |
|  | Pseudopalatus                                                 |
|  |                                                               |

|  | Leptosuchus   |
|  |               |
|  | Pseudopalatus |
|  |               |

|  | Pseudosuchia    |
|  |                 |
|  | Avemetatarsalia |
|  |                 |

|  | Paleorhinus                                                   |
|  |                                                               |
|  | \| \| Leptosuchus \| \| \| \| \| \| Pseudopalatus \| \| \| \| |
|  |                                                               |
|  | Leptosuchus                                                   |
|  |                                                               |
|  | Pseudopalatus                                                 |
|  |                                                               |

|  | Leptosuchus   |
|  |               |
|  | Pseudopalatus |
|  |               |

|  | Pseudosuchia    |
|  |                 |
|  | Avemetatarsalia |
|  |                 |

|  | Paleorhinus                                                   |
|  |                                                               |
|  | \| \| Leptosuchus \| \| \| \| \| \| Pseudopalatus \| \| \| \| |
|  |                                                               |
|  | Leptosuchus                                                   |
|  |                                                               |
|  | Pseudopalatus                                                 |
|  |                                                               |

|  | Leptosuchus   |
|  |               |
|  | Pseudopalatus |
|  |               |

|  | Pseudosuchia    |
|  |                 |
|  | Avemetatarsalia |
|  |                 |

|  | Tropidosuchus |
|  |               |
|  | Chanaresuchus |
|  |               |

|  | Paleorhinus                                                   |
|  |                                                               |
|  | \| \| Leptosuchus \| \| \| \| \| \| Pseudopalatus \| \| \| \| |
|  |                                                               |
|  | Leptosuchus                                                   |
|  |                                                               |
|  | Pseudopalatus                                                 |
|  |                                                               |

|  | Leptosuchus   |
|  |               |
|  | Pseudopalatus |
|  |               |

|  | Pseudosuchia    |
|  |                 |
|  | Avemetatarsalia |
|  |                 |

|  | Paleorhinus                                                   |
|  |                                                               |
|  | \| \| Leptosuchus \| \| \| \| \| \| Pseudopalatus \| \| \| \| |
|  |                                                               |
|  | Leptosuchus                                                   |
|  |                                                               |
|  | Pseudopalatus                                                 |
|  |                                                               |

|  | Leptosuchus   |
|  |               |
|  | Pseudopalatus |
|  |               |

|  | Pseudosuchia    |
|  |                 |
|  | Avemetatarsalia |
|  |                 |

|  | Paleorhinus                                                   |
|  |                                                               |
|  | \| \| Leptosuchus \| \| \| \| \| \| Pseudopalatus \| \| \| \| |
|  |                                                               |
|  | Leptosuchus                                                   |
|  |                                                               |
|  | Pseudopalatus                                                 |
|  |                                                               |

|  | Leptosuchus   |
|  |               |
|  | Pseudopalatus |
|  |               |

|  | Pseudosuchia    |
|  |                 |
|  | Avemetatarsalia |
|  |                 |

|  | Paleorhinus                                                   |
|  |                                                               |
|  | \| \| Leptosuchus \| \| \| \| \| \| Pseudopalatus \| \| \| \| |
|  |                                                               |
|  | Leptosuchus                                                   |
|  |                                                               |
|  | Pseudopalatus                                                 |
|  |                                                               |

|  | Leptosuchus   |
|  |               |
|  | Pseudopalatus |
|  |               |

|  | Pseudosuchia    |
|  |                 |
|  | Avemetatarsalia |
|  |                 |

|  | Tropidosuchus |
|  |               |
|  | Chanaresuchus |
|  |               |

|  | Paleorhinus                                                   |
|  |                                                               |
|  | \| \| Leptosuchus \| \| \| \| \| \| Pseudopalatus \| \| \| \| |
|  |                                                               |
|  | Leptosuchus                                                   |
|  |                                                               |
|  | Pseudopalatus                                                 |
|  |                                                               |

|  | Leptosuchus   |
|  |               |
|  | Pseudopalatus |
|  |               |

|  | Pseudosuchia    |
|  |                 |
|  | Avemetatarsalia |
|  |                 |

|  | Paleorhinus                                                   |
|  |                                                               |
|  | \| \| Leptosuchus \| \| \| \| \| \| Pseudopalatus \| \| \| \| |
|  |                                                               |
|  | Leptosuchus                                                   |
|  |                                                               |
|  | Pseudopalatus                                                 |
|  |                                                               |

|  | Leptosuchus   |
|  |               |
|  | Pseudopalatus |
|  |               |

|  | Pseudosuchia    |
|  |                 |
|  | Avemetatarsalia |
|  |                 |

|  | Paleorhinus                                                   |
|  |                                                               |
|  | \| \| Leptosuchus \| \| \| \| \| \| Pseudopalatus \| \| \| \| |
|  |                                                               |
|  | Leptosuchus                                                   |
|  |                                                               |
|  | Pseudopalatus                                                 |
|  |                                                               |

|  | Leptosuchus   |
|  |               |
|  | Pseudopalatus |
|  |               |

|  | Pseudosuchia    |
|  |                 |
|  | Avemetatarsalia |
|  |                 |

|  | Paleorhinus                                                   |
|  |                                                               |
|  | \| \| Leptosuchus \| \| \| \| \| \| Pseudopalatus \| \| \| \| |
|  |                                                               |
|  | Leptosuchus                                                   |
|  |                                                               |
|  | Pseudopalatus                                                 |
|  |                                                               |

|  | Leptosuchus   |
|  |               |
|  | Pseudopalatus |
|  |               |

|  | Pseudosuchia    |
|  |                 |
|  | Avemetatarsalia |
|  |                 |

|  | Tropidosuchus |
|  |               |
|  | Chanaresuchus |
|  |               |

|  | Paleorhinus                                                   |
|  |                                                               |
|  | \| \| Leptosuchus \| \| \| \| \| \| Pseudopalatus \| \| \| \| |
|  |                                                               |
|  | Leptosuchus                                                   |
|  |                                                               |
|  | Pseudopalatus                                                 |
|  |                                                               |

|  | Leptosuchus   |
|  |               |
|  | Pseudopalatus |
|  |               |

|  | Pseudosuchia    |
|  |                 |
|  | Avemetatarsalia |
|  |                 |

|  | Paleorhinus                                                   |
|  |                                                               |
|  | \| \| Leptosuchus \| \| \| \| \| \| Pseudopalatus \| \| \| \| |
|  |                                                               |
|  | Leptosuchus                                                   |
|  |                                                               |
|  | Pseudopalatus                                                 |
|  |                                                               |

|  | Leptosuchus   |
|  |               |
|  | Pseudopalatus |
|  |               |

|  | Pseudosuchia    |
|  |                 |
|  | Avemetatarsalia |
|  |                 |

|  | Paleorhinus                                                   |
|  |                                                               |
|  | \| \| Leptosuchus \| \| \| \| \| \| Pseudopalatus \| \| \| \| |
|  |                                                               |
|  | Leptosuchus                                                   |
|  |                                                               |
|  | Pseudopalatus                                                 |
|  |                                                               |

|  | Leptosuchus   |
|  |               |
|  | Pseudopalatus |
|  |               |

|  | Pseudosuchia    |
|  |                 |
|  | Avemetatarsalia |
|  |                 |

|  | Paleorhinus                                                   |
|  |                                                               |
|  | \| \| Leptosuchus \| \| \| \| \| \| Pseudopalatus \| \| \| \| |
|  |                                                               |
|  | Leptosuchus                                                   |
|  |                                                               |
|  | Pseudopalatus                                                 |
|  |                                                               |

|  | Leptosuchus   |
|  |               |
|  | Pseudopalatus |
|  |               |

|  | Pseudosuchia    |
|  |                 |
|  | Avemetatarsalia |
|  |                 |

|  | Tropidosuchus |
|  |               |
|  | Chanaresuchus |
|  |               |

|  | Paleorhinus                                                   |
|  |                                                               |
|  | \| \| Leptosuchus \| \| \| \| \| \| Pseudopalatus \| \| \| \| |
|  |                                                               |
|  | Leptosuchus                                                   |
|  |                                                               |
|  | Pseudopalatus                                                 |
|  |                                                               |

|  | Leptosuchus   |
|  |               |
|  | Pseudopalatus |
|  |               |

|  | Pseudosuchia    |
|  |                 |
|  | Avemetatarsalia |
|  |                 |

|  | Paleorhinus                                                   |
|  |                                                               |
|  | \| \| Leptosuchus \| \| \| \| \| \| Pseudopalatus \| \| \| \| |
|  |                                                               |
|  | Leptosuchus                                                   |
|  |                                                               |
|  | Pseudopalatus                                                 |
|  |                                                               |

|  | Leptosuchus   |
|  |               |
|  | Pseudopalatus |
|  |               |

|  | Pseudosuchia    |
|  |                 |
|  | Avemetatarsalia |
|  |                 |

|  | Paleorhinus                                                   |
|  |                                                               |
|  | \| \| Leptosuchus \| \| \| \| \| \| Pseudopalatus \| \| \| \| |
|  |                                                               |
|  | Leptosuchus                                                   |
|  |                                                               |
|  | Pseudopalatus                                                 |
|  |                                                               |

|  | Leptosuchus   |
|  |               |
|  | Pseudopalatus |
|  |               |

|  | Pseudosuchia    |
|  |                 |
|  | Avemetatarsalia |
|  |                 |

|  | Paleorhinus                                                   |
|  |                                                               |
|  | \| \| Leptosuchus \| \| \| \| \| \| Pseudopalatus \| \| \| \| |
|  |                                                               |
|  | Leptosuchus                                                   |
|  |                                                               |
|  | Pseudopalatus                                                 |
|  |                                                               |

|  | Leptosuchus   |
|  |               |
|  | Pseudopalatus |
|  |               |

|  | Pseudosuchia    |
|  |                 |
|  | Avemetatarsalia |
|  |                 |

|  | Tropidosuchus |
|  |               |
|  | Chanaresuchus |
|  |               |

|  | Paleorhinus                                                   |
|  |                                                               |
|  | \| \| Leptosuchus \| \| \| \| \| \| Pseudopalatus \| \| \| \| |
|  |                                                               |
|  | Leptosuchus                                                   |
|  |                                                               |
|  | Pseudopalatus                                                 |
|  |                                                               |

|  | Leptosuchus   |
|  |               |
|  | Pseudopalatus |
|  |               |

|  | Pseudosuchia    |
|  |                 |
|  | Avemetatarsalia |
|  |                 |

|  | Paleorhinus                                                   |
|  |                                                               |
|  | \| \| Leptosuchus \| \| \| \| \| \| Pseudopalatus \| \| \| \| |
|  |                                                               |
|  | Leptosuchus                                                   |
|  |                                                               |
|  | Pseudopalatus                                                 |
|  |                                                               |

|  | Leptosuchus   |
|  |               |
|  | Pseudopalatus |
|  |               |

|  | Pseudosuchia    |
|  |                 |
|  | Avemetatarsalia |
|  |                 |

|  | Paleorhinus                                                   |
|  |                                                               |
|  | \| \| Leptosuchus \| \| \| \| \| \| Pseudopalatus \| \| \| \| |
|  |                                                               |
|  | Leptosuchus                                                   |
|  |                                                               |
|  | Pseudopalatus                                                 |
|  |                                                               |

|  | Leptosuchus   |
|  |               |
|  | Pseudopalatus |
|  |               |

|  | Pseudosuchia    |
|  |                 |
|  | Avemetatarsalia |
|  |                 |

|  | Paleorhinus                                                   |
|  |                                                               |
|  | \| \| Leptosuchus \| \| \| \| \| \| Pseudopalatus \| \| \| \| |
|  |                                                               |
|  | Leptosuchus                                                   |
|  |                                                               |
|  | Pseudopalatus                                                 |
|  |                                                               |

|  | Leptosuchus   |
|  |               |
|  | Pseudopalatus |
|  |               |

|  | Pseudosuchia    |
|  |                 |
|  | Avemetatarsalia |
|  |                 |

|  | Tropidosuchus |
|  |               |
|  | Chanaresuchus |
|  |               |

|  | Paleorhinus                                                   |
|  |                                                               |
|  | \| \| Leptosuchus \| \| \| \| \| \| Pseudopalatus \| \| \| \| |
|  |                                                               |
|  | Leptosuchus                                                   |
|  |                                                               |
|  | Pseudopalatus                                                 |
|  |                                                               |

|  | Leptosuchus   |
|  |               |
|  | Pseudopalatus |
|  |               |

|  | Pseudosuchia    |
|  |                 |
|  | Avemetatarsalia |
|  |                 |

|  | Paleorhinus                                                   |
|  |                                                               |
|  | \| \| Leptosuchus \| \| \| \| \| \| Pseudopalatus \| \| \| \| |
|  |                                                               |
|  | Leptosuchus                                                   |
|  |                                                               |
|  | Pseudopalatus                                                 |
|  |                                                               |

|  | Leptosuchus   |
|  |               |
|  | Pseudopalatus |
|  |               |

|  | Pseudosuchia    |
|  |                 |
|  | Avemetatarsalia |
|  |                 |

|  | Paleorhinus                                                   |
|  |                                                               |
|  | \| \| Leptosuchus \| \| \| \| \| \| Pseudopalatus \| \| \| \| |
|  |                                                               |
|  | Leptosuchus                                                   |
|  |                                                               |
|  | Pseudopalatus                                                 |
|  |                                                               |

|  | Leptosuchus   |
|  |               |
|  | Pseudopalatus |
|  |               |

|  | Pseudosuchia    |
|  |                 |
|  | Avemetatarsalia |
|  |                 |

|  | Paleorhinus                                                   |
|  |                                                               |
|  | \| \| Leptosuchus \| \| \| \| \| \| Pseudopalatus \| \| \| \| |
|  |                                                               |
|  | Leptosuchus                                                   |
|  |                                                               |
|  | Pseudopalatus                                                 |
|  |                                                               |

|  | Leptosuchus   |
|  |               |
|  | Pseudopalatus |
|  |               |

|  | Pseudosuchia    |
|  |                 |
|  | Avemetatarsalia |
|  |                 |

|  | Tropidosuchus |
|  |               |
|  | Chanaresuchus |
|  |               |

|  | Paleorhinus                                                   |
|  |                                                               |
|  | \| \| Leptosuchus \| \| \| \| \| \| Pseudopalatus \| \| \| \| |
|  |                                                               |
|  | Leptosuchus                                                   |
|  |                                                               |
|  | Pseudopalatus                                                 |
|  |                                                               |

|  | Leptosuchus   |
|  |               |
|  | Pseudopalatus |
|  |               |

|  | Pseudosuchia    |
|  |                 |
|  | Avemetatarsalia |
|  |                 |

|  | Paleorhinus                                                   |
|  |                                                               |
|  | \| \| Leptosuchus \| \| \| \| \| \| Pseudopalatus \| \| \| \| |
|  |                                                               |
|  | Leptosuchus                                                   |
|  |                                                               |
|  | Pseudopalatus                                                 |
|  |                                                               |

|  | Leptosuchus   |
|  |               |
|  | Pseudopalatus |
|  |               |

|  | Pseudosuchia    |
|  |                 |
|  | Avemetatarsalia |
|  |                 |

|  | Paleorhinus                                                   |
|  |                                                               |
|  | \| \| Leptosuchus \| \| \| \| \| \| Pseudopalatus \| \| \| \| |
|  |                                                               |
|  | Leptosuchus                                                   |
|  |                                                               |
|  | Pseudopalatus                                                 |
|  |                                                               |

|  | Leptosuchus   |
|  |               |
|  | Pseudopalatus |
|  |               |

|  | Pseudosuchia    |
|  |                 |
|  | Avemetatarsalia |
|  |                 |

|  | Paleorhinus                                                   |
|  |                                                               |
|  | \| \| Leptosuchus \| \| \| \| \| \| Pseudopalatus \| \| \| \| |
|  |                                                               |
|  | Leptosuchus                                                   |
|  |                                                               |
|  | Pseudopalatus                                                 |
|  |                                                               |

|  | Leptosuchus   |
|  |               |
|  | Pseudopalatus |
|  |               |

|  | Pseudosuchia    |
|  |                 |
|  | Avemetatarsalia |
|  |                 |

|  | Tropidosuchus |
|  |               |
|  | Chanaresuchus |
|  |               |

|  | Paleorhinus                                                   |
|  |                                                               |
|  | \| \| Leptosuchus \| \| \| \| \| \| Pseudopalatus \| \| \| \| |
|  |                                                               |
|  | Leptosuchus                                                   |
|  |                                                               |
|  | Pseudopalatus                                                 |
|  |                                                               |

|  | Leptosuchus   |
|  |               |
|  | Pseudopalatus |
|  |               |

|  | Pseudosuchia    |
|  |                 |
|  | Avemetatarsalia |
|  |                 |

|  | Paleorhinus                                                   |
|  |                                                               |
|  | \| \| Leptosuchus \| \| \| \| \| \| Pseudopalatus \| \| \| \| |
|  |                                                               |
|  | Leptosuchus                                                   |
|  |                                                               |
|  | Pseudopalatus                                                 |
|  |                                                               |

|  | Leptosuchus   |
|  |               |
|  | Pseudopalatus |
|  |               |

|  | Pseudosuchia    |
|  |                 |
|  | Avemetatarsalia |
|  |                 |

|  | Paleorhinus                                                   |
|  |                                                               |
|  | \| \| Leptosuchus \| \| \| \| \| \| Pseudopalatus \| \| \| \| |
|  |                                                               |
|  | Leptosuchus                                                   |
|  |                                                               |
|  | Pseudopalatus                                                 |
|  |                                                               |

|  | Leptosuchus   |
|  |               |
|  | Pseudopalatus |
|  |               |

|  | Pseudosuchia    |
|  |                 |
|  | Avemetatarsalia |
|  |                 |

|  | Paleorhinus                                                   |
|  |                                                               |
|  | \| \| Leptosuchus \| \| \| \| \| \| Pseudopalatus \| \| \| \| |
|  |                                                               |
|  | Leptosuchus                                                   |
|  |                                                               |
|  | Pseudopalatus                                                 |
|  |                                                               |

|  | Leptosuchus   |
|  |               |
|  | Pseudopalatus |
|  |               |

|  | Pseudosuchia    |
|  |                 |
|  | Avemetatarsalia |
|  |                 |

|  | Tropidosuchus |
|  |               |
|  | Chanaresuchus |
|  |               |

|  | Paleorhinus                                                   |
|  |                                                               |
|  | \| \| Leptosuchus \| \| \| \| \| \| Pseudopalatus \| \| \| \| |
|  |                                                               |
|  | Leptosuchus                                                   |
|  |                                                               |
|  | Pseudopalatus                                                 |
|  |                                                               |

|  | Leptosuchus   |
|  |               |
|  | Pseudopalatus |
|  |               |

|  | Pseudosuchia    |
|  |                 |
|  | Avemetatarsalia |
|  |                 |

|  | Paleorhinus                                                   |
|  |                                                               |
|  | \| \| Leptosuchus \| \| \| \| \| \| Pseudopalatus \| \| \| \| |
|  |                                                               |
|  | Leptosuchus                                                   |
|  |                                                               |
|  | Pseudopalatus                                                 |
|  |                                                               |

|  | Leptosuchus   |
|  |               |
|  | Pseudopalatus |
|  |               |

|  | Pseudosuchia    |
|  |                 |
|  | Avemetatarsalia |
|  |                 |

|  | Paleorhinus                                                   |
|  |                                                               |
|  | \| \| Leptosuchus \| \| \| \| \| \| Pseudopalatus \| \| \| \| |
|  |                                                               |
|  | Leptosuchus                                                   |
|  |                                                               |
|  | Pseudopalatus                                                 |
|  |                                                               |

|  | Leptosuchus   |
|  |               |
|  | Pseudopalatus |
|  |               |

|  | Pseudosuchia    |
|  |                 |
|  | Avemetatarsalia |
|  |                 |

|  | Paleorhinus                                                   |
|  |                                                               |
|  | \| \| Leptosuchus \| \| \| \| \| \| Pseudopalatus \| \| \| \| |
|  |                                                               |
|  | Leptosuchus                                                   |
|  |                                                               |
|  | Pseudopalatus                                                 |
|  |                                                               |

|  | Leptosuchus   |
|  |               |
|  | Pseudopalatus |
|  |               |

|  | Pseudosuchia    |
|  |                 |
|  | Avemetatarsalia |
|  |                 |

|  | Tropidosuchus |
|  |               |
|  | Chanaresuchus |
|  |               |

|  | Paleorhinus                                                   |
|  |                                                               |
|  | \| \| Leptosuchus \| \| \| \| \| \| Pseudopalatus \| \| \| \| |
|  |                                                               |
|  | Leptosuchus                                                   |
|  |                                                               |
|  | Pseudopalatus                                                 |
|  |                                                               |

|  | Leptosuchus   |
|  |               |
|  | Pseudopalatus |
|  |               |

|  | Pseudosuchia    |
|  |                 |
|  | Avemetatarsalia |
|  |                 |

|  | Paleorhinus                                                   |
|  |                                                               |
|  | \| \| Leptosuchus \| \| \| \| \| \| Pseudopalatus \| \| \| \| |
|  |                                                               |
|  | Leptosuchus                                                   |
|  |                                                               |
|  | Pseudopalatus                                                 |
|  |                                                               |

|  | Leptosuchus   |
|  |               |
|  | Pseudopalatus |
|  |               |

|  | Pseudosuchia    |
|  |                 |
|  | Avemetatarsalia |
|  |                 |

|  | Paleorhinus                                                   |
|  |                                                               |
|  | \| \| Leptosuchus \| \| \| \| \| \| Pseudopalatus \| \| \| \| |
|  |                                                               |
|  | Leptosuchus                                                   |
|  |                                                               |
|  | Pseudopalatus                                                 |
|  |                                                               |

|  | Leptosuchus   |
|  |               |
|  | Pseudopalatus |
|  |               |

|  | Pseudosuchia    |
|  |                 |
|  | Avemetatarsalia |
|  |                 |

|  | Paleorhinus                                                   |
|  |                                                               |
|  | \| \| Leptosuchus \| \| \| \| \| \| Pseudopalatus \| \| \| \| |
|  |                                                               |
|  | Leptosuchus                                                   |
|  |                                                               |
|  | Pseudopalatus                                                 |
|  |                                                               |

|  | Leptosuchus   |
|  |               |
|  | Pseudopalatus |
|  |               |

|  | Pseudosuchia    |
|  |                 |
|  | Avemetatarsalia |
|  |                 |

|  | Tropidosuchus |
|  |               |
|  | Chanaresuchus |
|  |               |

|  | Paleorhinus                                                   |
|  |                                                               |
|  | \| \| Leptosuchus \| \| \| \| \| \| Pseudopalatus \| \| \| \| |
|  |                                                               |
|  | Leptosuchus                                                   |
|  |                                                               |
|  | Pseudopalatus                                                 |
|  |                                                               |

|  | Leptosuchus   |
|  |               |
|  | Pseudopalatus |
|  |               |

|  | Pseudosuchia    |
|  |                 |
|  | Avemetatarsalia |
|  |                 |

|  | Paleorhinus                                                   |
|  |                                                               |
|  | \| \| Leptosuchus \| \| \| \| \| \| Pseudopalatus \| \| \| \| |
|  |                                                               |
|  | Leptosuchus                                                   |
|  |                                                               |
|  | Pseudopalatus                                                 |
|  |                                                               |

|  | Leptosuchus   |
|  |               |
|  | Pseudopalatus |
|  |               |

|  | Pseudosuchia    |
|  |                 |
|  | Avemetatarsalia |
|  |                 |

|  | Paleorhinus                                                   |
|  |                                                               |
|  | \| \| Leptosuchus \| \| \| \| \| \| Pseudopalatus \| \| \| \| |
|  |                                                               |
|  | Leptosuchus                                                   |
|  |                                                               |
|  | Pseudopalatus                                                 |
|  |                                                               |

|  | Leptosuchus   |
|  |               |
|  | Pseudopalatus |
|  |               |

|  | Pseudosuchia    |
|  |                 |
|  | Avemetatarsalia |
|  |                 |

|  | Paleorhinus                                                   |
|  |                                                               |
|  | \| \| Leptosuchus \| \| \| \| \| \| Pseudopalatus \| \| \| \| |
|  |                                                               |
|  | Leptosuchus                                                   |
|  |                                                               |
|  | Pseudopalatus                                                 |
|  |                                                               |

|  | Leptosuchus   |
|  |               |
|  | Pseudopalatus |
|  |               |

|  | Pseudosuchia    |
|  |                 |
|  | Avemetatarsalia |
|  |                 |

|  | Tropidosuchus |
|  |               |
|  | Chanaresuchus |
|  |               |

|  | Paleorhinus                                                   |
|  |                                                               |
|  | \| \| Leptosuchus \| \| \| \| \| \| Pseudopalatus \| \| \| \| |
|  |                                                               |
|  | Leptosuchus                                                   |
|  |                                                               |
|  | Pseudopalatus                                                 |
|  |                                                               |

|  | Leptosuchus   |
|  |               |
|  | Pseudopalatus |
|  |               |

|  | Pseudosuchia    |
|  |                 |
|  | Avemetatarsalia |
|  |                 |

|  | Paleorhinus                                                   |
|  |                                                               |
|  | \| \| Leptosuchus \| \| \| \| \| \| Pseudopalatus \| \| \| \| |
|  |                                                               |
|  | Leptosuchus                                                   |
|  |                                                               |
|  | Pseudopalatus                                                 |
|  |                                                               |

|  | Leptosuchus   |
|  |               |
|  | Pseudopalatus |
|  |               |

|  | Pseudosuchia    |
|  |                 |
|  | Avemetatarsalia |
|  |                 |

|  | Paleorhinus                                                   |
|  |                                                               |
|  | \| \| Leptosuchus \| \| \| \| \| \| Pseudopalatus \| \| \| \| |
|  |                                                               |
|  | Leptosuchus                                                   |
|  |                                                               |
|  | Pseudopalatus                                                 |
|  |                                                               |

|  | Leptosuchus   |
|  |               |
|  | Pseudopalatus |
|  |               |

|  | Pseudosuchia    |
|  |                 |
|  | Avemetatarsalia |
|  |                 |

|  | Paleorhinus                                                   |
|  |                                                               |
|  | \| \| Leptosuchus \| \| \| \| \| \| Pseudopalatus \| \| \| \| |
|  |                                                               |
|  | Leptosuchus                                                   |
|  |                                                               |
|  | Pseudopalatus                                                 |
|  |                                                               |

|  | Leptosuchus   |
|  |               |
|  | Pseudopalatus |
|  |               |

|  | Pseudosuchia    |
|  |                 |
|  | Avemetatarsalia |
|  |                 |

|  | Tropidosuchus |
|  |               |
|  | Chanaresuchus |
|  |               |

|  | Paleorhinus                                                   |
|  |                                                               |
|  | \| \| Leptosuchus \| \| \| \| \| \| Pseudopalatus \| \| \| \| |
|  |                                                               |
|  | Leptosuchus                                                   |
|  |                                                               |
|  | Pseudopalatus                                                 |
|  |                                                               |

|  | Leptosuchus   |
|  |               |
|  | Pseudopalatus |
|  |               |

|  | Pseudosuchia    |
|  |                 |
|  | Avemetatarsalia |
|  |                 |

|  | Paleorhinus                                                   |
|  |                                                               |
|  | \| \| Leptosuchus \| \| \| \| \| \| Pseudopalatus \| \| \| \| |
|  |                                                               |
|  | Leptosuchus                                                   |
|  |                                                               |
|  | Pseudopalatus                                                 |
|  |                                                               |

|  | Leptosuchus   |
|  |               |
|  | Pseudopalatus |
|  |               |

|  | Pseudosuchia    |
|  |                 |
|  | Avemetatarsalia |
|  |                 |

|  | Paleorhinus                                                   |
|  |                                                               |
|  | \| \| Leptosuchus \| \| \| \| \| \| Pseudopalatus \| \| \| \| |
|  |                                                               |
|  | Leptosuchus                                                   |
|  |                                                               |
|  | Pseudopalatus                                                 |
|  |                                                               |

|  | Leptosuchus   |
|  |               |
|  | Pseudopalatus |
|  |               |

|  | Pseudosuchia    |
|  |                 |
|  | Avemetatarsalia |
|  |                 |

|  | Paleorhinus                                                   |
|  |                                                               |
|  | \| \| Leptosuchus \| \| \| \| \| \| Pseudopalatus \| \| \| \| |
|  |                                                               |
|  | Leptosuchus                                                   |
|  |                                                               |
|  | Pseudopalatus                                                 |
|  |                                                               |

|  | Leptosuchus   |
|  |               |
|  | Pseudopalatus |
|  |               |

|  | Pseudosuchia    |
|  |                 |
|  | Avemetatarsalia |
|  |                 |

|  | Tropidosuchus |
|  |               |
|  | Chanaresuchus |
|  |               |

|  | Paleorhinus                                                   |
|  |                                                               |
|  | \| \| Leptosuchus \| \| \| \| \| \| Pseudopalatus \| \| \| \| |
|  |                                                               |
|  | Leptosuchus                                                   |
|  |                                                               |
|  | Pseudopalatus                                                 |
|  |                                                               |

|  | Leptosuchus   |
|  |               |
|  | Pseudopalatus |
|  |               |

|  | Pseudosuchia    |
|  |                 |
|  | Avemetatarsalia |
|  |                 |

|  | Paleorhinus                                                   |
|  |                                                               |
|  | \| \| Leptosuchus \| \| \| \| \| \| Pseudopalatus \| \| \| \| |
|  |                                                               |
|  | Leptosuchus                                                   |
|  |                                                               |
|  | Pseudopalatus                                                 |
|  |                                                               |

|  | Leptosuchus   |
|  |               |
|  | Pseudopalatus |
|  |               |

|  | Pseudosuchia    |
|  |                 |
|  | Avemetatarsalia |
|  |                 |

|  | Paleorhinus                                                   |
|  |                                                               |
|  | \| \| Leptosuchus \| \| \| \| \| \| Pseudopalatus \| \| \| \| |
|  |                                                               |
|  | Leptosuchus                                                   |
|  |                                                               |
|  | Pseudopalatus                                                 |
|  |                                                               |

|  | Leptosuchus   |
|  |               |
|  | Pseudopalatus |
|  |               |

|  | Pseudosuchia    |
|  |                 |
|  | Avemetatarsalia |
|  |                 |

|  | Paleorhinus                                                   |
|  |                                                               |
|  | \| \| Leptosuchus \| \| \| \| \| \| Pseudopalatus \| \| \| \| |
|  |                                                               |
|  | Leptosuchus                                                   |
|  |                                                               |
|  | Pseudopalatus                                                 |
|  |                                                               |

|  | Leptosuchus   |
|  |               |
|  | Pseudopalatus |
|  |               |

|  | Pseudosuchia    |
|  |                 |
|  | Avemetatarsalia |
|  |                 |

|  | Tropidosuchus |
|  |               |
|  | Chanaresuchus |
|  |               |

|  | Paleorhinus                                                   |
|  |                                                               |
|  | \| \| Leptosuchus \| \| \| \| \| \| Pseudopalatus \| \| \| \| |
|  |                                                               |
|  | Leptosuchus                                                   |
|  |                                                               |
|  | Pseudopalatus                                                 |
|  |                                                               |

|  | Leptosuchus   |
|  |               |
|  | Pseudopalatus |
|  |               |

|  | Pseudosuchia    |
|  |                 |
|  | Avemetatarsalia |
|  |                 |

|  | Paleorhinus                                                   |
|  |                                                               |
|  | \| \| Leptosuchus \| \| \| \| \| \| Pseudopalatus \| \| \| \| |
|  |                                                               |
|  | Leptosuchus                                                   |
|  |                                                               |
|  | Pseudopalatus                                                 |
|  |                                                               |

|  | Leptosuchus   |
|  |               |
|  | Pseudopalatus |
|  |               |

|  | Pseudosuchia    |
|  |                 |
|  | Avemetatarsalia |
|  |                 |

|  | Paleorhinus                                                   |
|  |                                                               |
|  | \| \| Leptosuchus \| \| \| \| \| \| Pseudopalatus \| \| \| \| |
|  |                                                               |
|  | Leptosuchus                                                   |
|  |                                                               |
|  | Pseudopalatus                                                 |
|  |                                                               |

|  | Leptosuchus   |
|  |               |
|  | Pseudopalatus |
|  |               |

|  | Pseudosuchia    |
|  |                 |
|  | Avemetatarsalia |
|  |                 |

|  | Paleorhinus                                                   |
|  |                                                               |
|  | \| \| Leptosuchus \| \| \| \| \| \| Pseudopalatus \| \| \| \| |
|  |                                                               |
|  | Leptosuchus                                                   |
|  |                                                               |
|  | Pseudopalatus                                                 |
|  |                                                               |

|  | Leptosuchus   |
|  |               |
|  | Pseudopalatus |
|  |               |

|  | Pseudosuchia    |
|  |                 |
|  | Avemetatarsalia |
|  |                 |

## Leitura
- Ballew, K.L. (1989). A phylogenetic analysis of Phytosauria from the Late Triassic of the Western United States. Dawn of the age of dinosaurs in the American Southwest: pp. 309–339.
- Gregory, J.T. (1962). Genera of phytosaurs. American Journal of Science, 260: 652-690.
- Long, R.A. & Murry, P.A. (1995). Late Triassic (Carnian and Norian) tetrapods from the southwestern United States. New Mexico Museum of Natural History and Science Bulletin, 4: 1-254.